# Diplodonta trigona
Diplodonta trigona is een tweekleppigensoort uit de familie van de Ungulinidae. De wetenschappelijke naam van de soort is voor het eerst geldig gepubliceerd in 1835 door Scacchi.